# 静脉穿刺

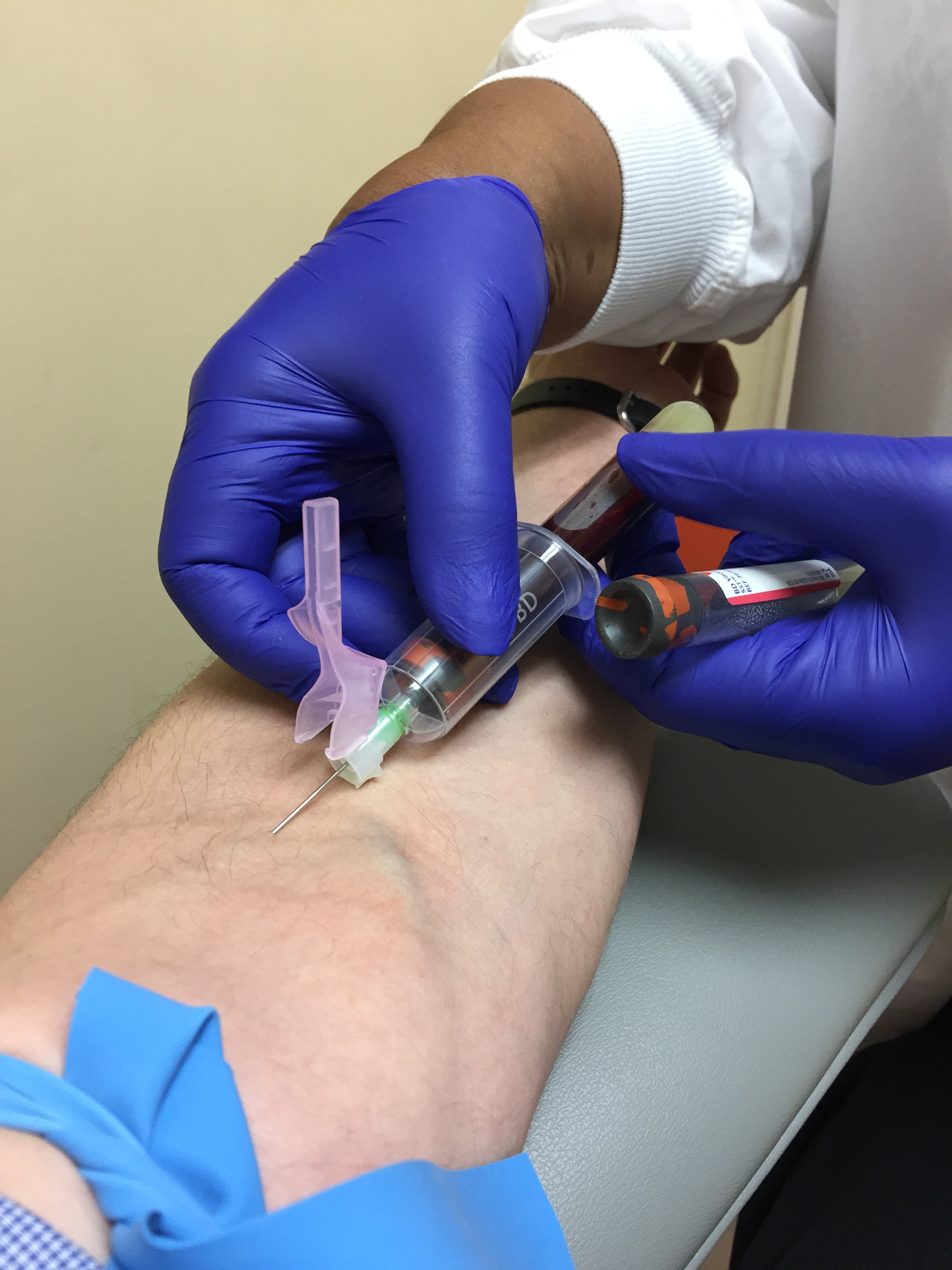
采血（医师右手所持的是带安全盖的适配器，左手将真空采血瓶插入适配器中，如此可以只进行一次穿刺，而采集多瓶血样本）

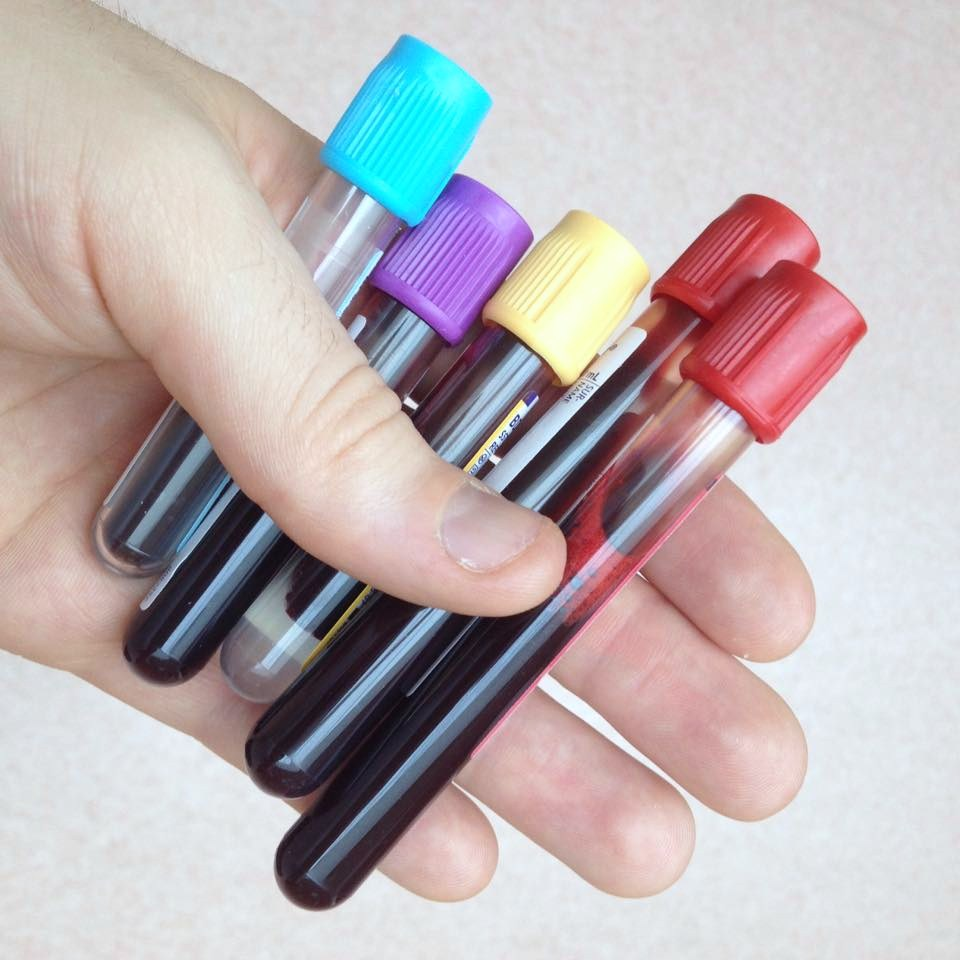
真空采血瓶

静脉穿刺是以静脉注射或静脉血采样为目的而进行的刺穿静脉的医学操作。
在所有入侵性医学流程中，静脉穿刺是最常见的一种。静脉穿刺的作用有很多，比如为诊断目的检测血液中的重要指标（采血）、为了从静脉给药或营养、或者为了排出血液中过多的铁（治疗HFE遺傳性血色病）、将血液储存起来以备输血之用（献血）。